# Cambusnethan House
Das Cambusnethan House (auch Cambusnethan Priory genannt) ist die Ruine eines neugotischen Herrenhauses in den schottischen Lowlands. Cambusnethan House liegt etwa zwei Kilometer südwestlich von Wishaw im Tal des Flusses Clyde im Verwaltungsbezirk North Lanarkshire. Es ist eines der wenigen zumindest noch als Ruine erhaltenen neugotischen Herrenhäuser in Schottland.

## Geschichte

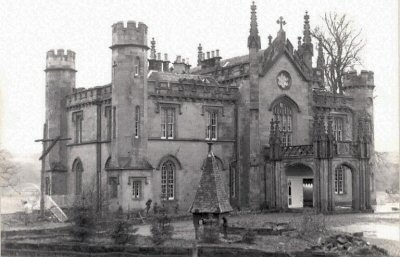
Cambusnethan House um 1860

An der Stelle der heutigen Ruine stand zunächst ein Herrenhaus aus dem frühen 17. Jahrhundert, welches 1810 niederbrannte. An seiner Stelle wurde 1819 bis 1820 jenes Cambusnethan House errichtet, dessen Ruine noch heute zu sehen ist. Die Entwürfe stammen vom schottischen Architekten James Gillespie Graham. Das auf der Talseite drei- und auf der Hangseite zweistöckige Gebäude weist zahlreiche für den neugotischen Baustil typische Elemente wie Zinnen und Spitzbögen auf. Graham lehnte seinen Entwurf stark an die neugotische Kirchenarchitektur an, weshalb Cambusnethan House auch den Beinamen Cambusnethan Priory (dt.  Priorei,  kleines Kloster) erhielt. Über dem Eingang ist das Wappen der Erbauerfamilie Lockharts of Castlehill eingemeißelt.
Ab den 1970er-Jahren diente Cambusnethan House nicht mehr als Wohnsitz, sondern zunächst als Restaurant, in dem mittelalterliche Gelage abgehalten wurden. 1980 wurde das Gebäude in ein Hotel umgewandelt, welches aber bereits vier Jahre später schloss. Für die Restaurant- beziehungsweise Hotelnutzung wurden zahlreiche Veränderungen im Inneren des Anwesens vorgenommen, sodass von der ursprünglichen Innenarchitektur schon zu Beginn der 1980er-Jahre nur noch wenig erhalten geblieben war. Seit 1984 steht Cambusnethan Hause leer und wurde durch Feuer, Vandalismus und eindringendes Wasser stark zerstört.

## Cambusnethan House heute

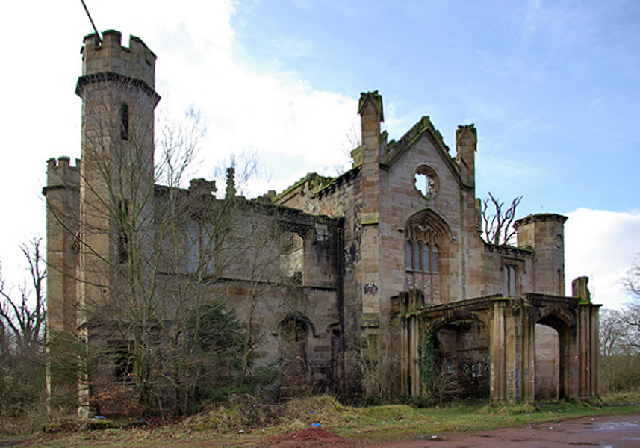
Die Ruine im Jahr 2008

Cambusnethan House ist heute eine Ruine. Dach, Fenster und Inneneinrichtung sind vollständig zerstört. Nur die Außenmauern stehen noch weitgehend und lassen die ursprüngliche Form des Hauses erkennen. Auch das ehemalige Treppenhaus und die meisten nichttragenden Mauern im Inneren sind zerstört. Die Ruine ist in das schottische Register für vom Verfall bedrohte Gebäude aufgenommen; ihr Zustand wird dort als kritisch eingestuft.

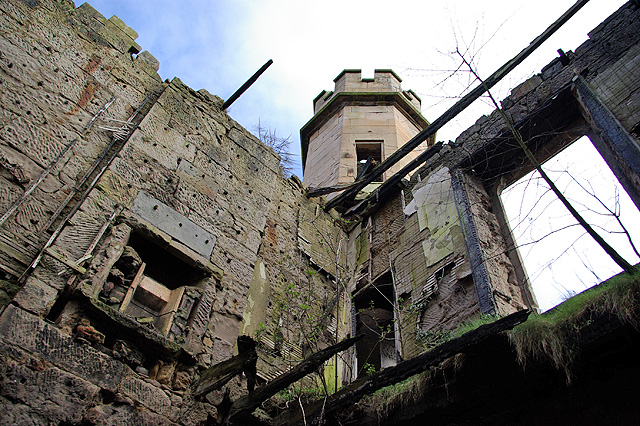
Blick aus dem Inneren auf einen der Ecktürme (2008)
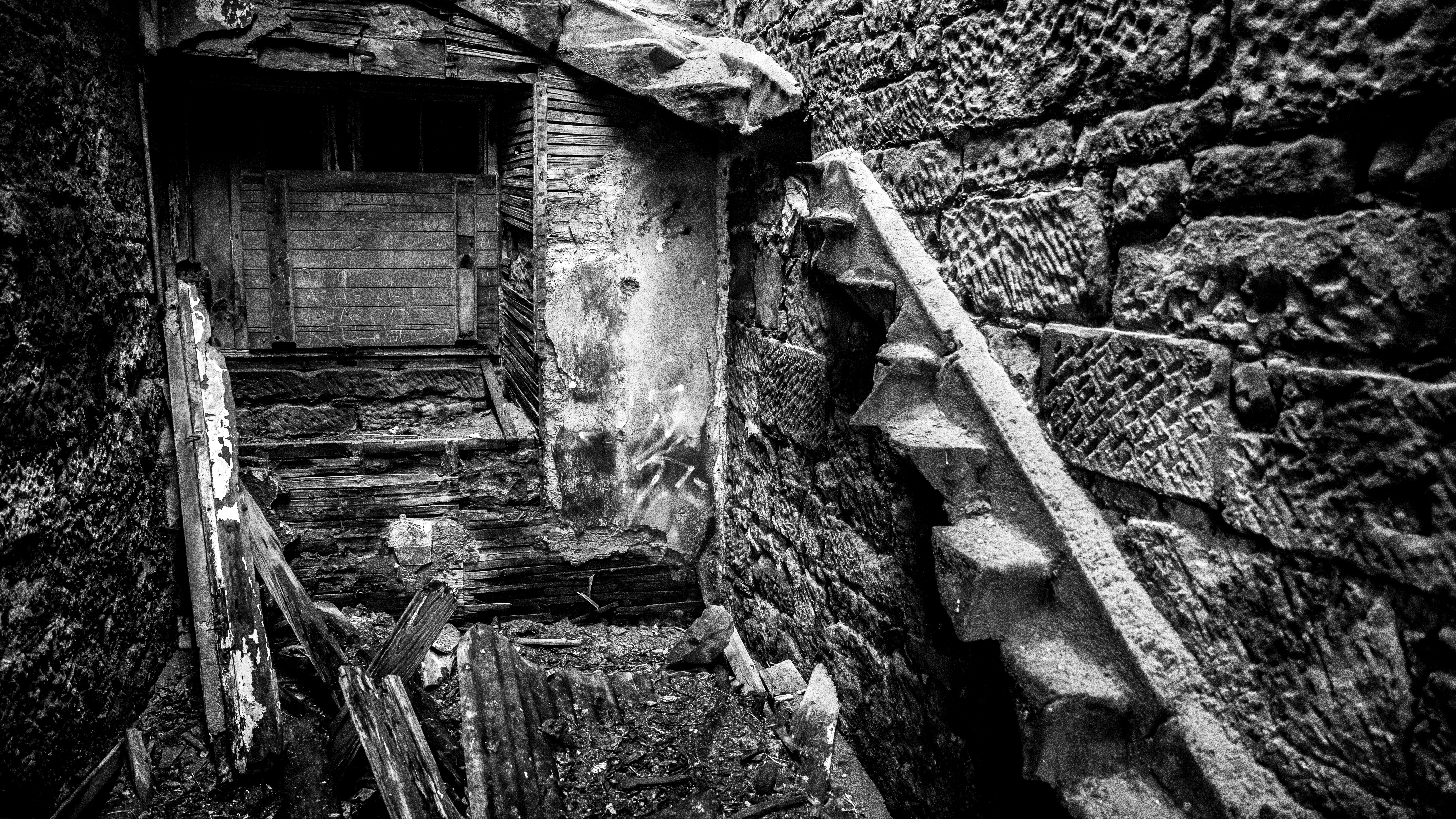
Eingestürztes Treppenhaus (2016)
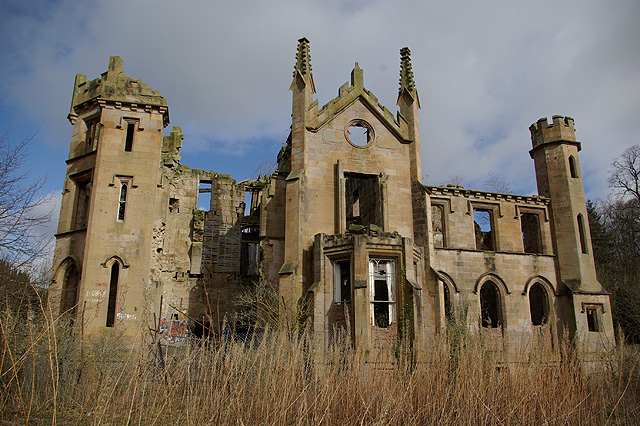
Rückwärtige Ansicht (2008)
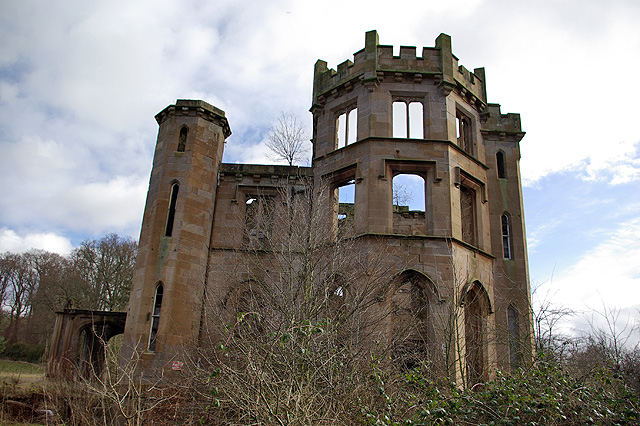
Ansicht der Westseite (2008)